# أحمد مصطفى (لاعب كرة قدم مواليد 1987)
أحمد مصطفى هو لاعب كرة قدم مصري في مركز الوسط، ولد في 8 سبتمبر 1987 في مصر. شارك مع منتخب مصر لكرة القدم. أما مع النوادي، فقد لعب مع نادي اتحاد الشرطة ونادي إنبي ونادي طلائع الجيش ونادي وادي دجلة.

## وصلات خارجية
- أحمد مصطفى (لاعب كرة قدم مواليد 1987) على موقع قاعدة بيانات كرة القدم.إي يو (الإنجليزية)